# Гудев, Петр
Петр Тодоров Гудев (болг. Петър Тодоров Гудев; 13 июля 1863, Градец — 8 мая 1932, София) — болгарский политический деятель, премьер-министр страны в 1907—1908 годах.

## Биография
Петр Гудев родился в 1862 году в селе Градец Сливенской области. Он изучал право в Париже, а окончил образование в Брюсселе. После возвращения в Болгарию работал клерком в министерстве юстиции, а с 1893 года в Министерстве общественных зданий, дорог и объектов. В 1905—1907 годах Гудев был председателем парламента, а после убийства Димитра Петкова возглавлял правительство, будучи также министром внутренних дел.
С 1899 по 1919 год Гудев был редактором газеты «Новый век», а после премьерства активно занимался издательской деятельностью. После Первой мировой войны отошёл от общественной жизни.
Петр Гудев умер 8 мая 1932 года в Софии.